# Giuseppe Cuomo
Giuseppe Cuomo (Vico Equense, 2 febbraio 1998) è un calciatore italiano, difensore del L.R. Vicenza.

## Caratteristiche tecniche
È un difensore centrale.

## Carriera

### Club
Cresciuto nel settore giovanile della Nocerina, nel 2014 passa al Crotone con cui debutta fra i professionisti il 12 marzo 2017 subentrando nei minuti finali dell'incontro di Serie A perso 3-0 contro il Napoli. Nel gennaio 2018 viene ceduto in prestito al Rende, dove si ritaglia un ruolo da titolare al centro della difesa giocando 14 incontri in Serie C.
Finito in prestito torna al Crotone, dove viene promosso definitivamente in prima squadra dal club calabrese, e al termine della stagione 2019-2020 ottiene la promozione in massima divisione due anni dopo l'ultima retrocessione.
Milita nei pitagorici sino al 7 agosto 2023, giorno in cui viene acquistato a titolo definitivo dal Südtirol, in Serie B, con cui firma un contratto triennale.
Il 10 gennaio 2024, viene ceduto in prestito con diritto di riscatto al L.R. Vicenza, in Serie C. Con la squadra veneta, il difensore raggiunge la finale dei play-off nazionali, poi persa nel doppio confronto con la Carrarese. Il 13 giugno dello stesso anno, viene ufficialmente riscattato dal club biancorosso, con cui firma un contratto biennale.

### Nazionale
Nell'agosto 2020 riceve la prima convocazione da parte della nazionale under-21 italiana, con cui debutta in gara ufficiale il 18 novembre seguente in occasione dell'incontro di qualificazione per gli europei del 2021.

## Statistiche

### Presenze e reti nei club
Statistiche aggiornate al 28 maggio 2025.
| Stagione        | Squadra         | Campionato      | Campionato | Campionato | Coppe nazionali | Coppe nazionali | Coppe nazionali | Coppe continentali | Coppe continentali | Coppe continentali | Altre coppe | Altre coppe | Altre coppe | Totale | Totale |
| Stagione        | Squadra         | Comp            | Pres       | Reti       | Comp            | Pres            | Reti            | Comp               | Pres               | Reti               | Comp        | Pres        | Reti        | Pres   | Reti   |
| --------------- | --------------- | --------------- | ---------- | ---------- | --------------- | --------------- | --------------- | ------------------ | ------------------ | ------------------ | ----------- | ----------- | ----------- | ------ | ------ |
| 2016-2017       | Crotone         | A               | 1          | 0          | CI              | 0               | 0               |                    | -                  | -                  |             | -           | -           | 1      | 0      |
| 2017-gen. 2018  | Crotone         | A               | 0          | 0          | CI              | 0               | 0               |                    | -                  | -                  |             | -           | -           | 0      | 0      |
| gen.-giu. 2018  | Rende           | C               | 14+1       | 1+0        | CI+CI-C         | 0               | 0               |                    | -                  | -                  |             | -           | -           | 15     | 1      |
| 2018-2019       | Crotone         | B               | 6          | 0          | CI              | 1               | 0               |                    | -                  | -                  |             | -           | -           | 7      | 0      |
| 2019-2020       | Crotone         | B               | 21         | 1          | CI              | 1               | 0               |                    | -                  | -                  |             | -           | -           | 22     | 1      |
| 2020-2021       | Crotone         | A               | 13         | 0          | CI              | 1               | 0               |                    | -                  | -                  |             | -           | -           | 14     | 0      |
| 2021-2022       | Crotone         | B               | 19         | 1          | CI              | 1               | 0               |                    | -                  | -                  |             | -           | -           | 20     | 1      |
| 2022-2023       | Crotone         | C               | 26+2       | 1          | CI-C            | 0               | 0               |                    | -                  | -                  |             | -           | -           | 28     | 1      |
| Totale Crotone  | Totale Crotone  | Totale Crotone  | 86+2       | 3          |                 | 4               | 0               |                    | -                  | -                  |             | -           | -           | 92     | 3      |
| 2023-gen. 2024  | Südtirol        | B               | 10         | 0          | CI              | 1               | 0               |                    | -                  | -                  |             | -           | -           | 11     | 0      |
| gen.-giu. 2024  | L.R. Vicenza    | C               | 16+8       | 2          | CI-C            | 0               | 0               | -                  | -                  | -                  | -           | -           | -           | 24     | 2      |
| 2024-2025       | L.R. Vicenza    | C               | 29+4       | 0          | CI-C            | 2               | 0               | -                  | -                  | -                  | -           | -           | -           | 35     | 0      |
| Totale Vicenza  | Totale Vicenza  | Totale Vicenza  | 45+12      | 2          |                 | 2               | 0               |                    | -                  | -                  |             | -           | -           | 59     | 2      |
| Totale carriera | Totale carriera | Totale carriera | 170        | 6          |                 | 7               | 0               |                    | -                  | -                  |             | -           | -           | 177    | 6      |

### Cronologia presenze e reti in nazionale
| Cronologia completa delle presenze e delle reti in nazionale ― Italia under 21 | Cronologia completa delle presenze e delle reti in nazionale ― Italia under 21 | Cronologia completa delle presenze e delle reti in nazionale ― Italia under 21 | Cronologia completa delle presenze e delle reti in nazionale ― Italia under 21 | Cronologia completa delle presenze e delle reti in nazionale ― Italia under 21 | Cronologia completa delle presenze e delle reti in nazionale ― Italia under 21 | Cronologia completa delle presenze e delle reti in nazionale ― Italia under 21 | Cronologia completa delle presenze e delle reti in nazionale ― Italia under 21 |
| Data                                                                           | Città                                                                          | In casa                                                                        | Risultato                                                                      | Ospiti                                                                         | Competizione                                                                   | Reti                                                                           | Note                                                                           |
| ------------------------------------------------------------------------------ | ------------------------------------------------------------------------------ | ------------------------------------------------------------------------------ | ------------------------------------------------------------------------------ | ------------------------------------------------------------------------------ | ------------------------------------------------------------------------------ | ------------------------------------------------------------------------------ | ------------------------------------------------------------------------------ |
| 3-9-2020                                                                       | Lignano Sabbiadoro                                                             | Italia under 21                                                                | 2 – 1                                                                          | Slovenia under 21                                                              | Amichevole                                                                     | -                                                                              | 46’                                                                            |
| 18-11-2020                                                                     | Pisa                                                                           | Italia under 21                                                                | 4 – 1                                                                          | Svezia under 21                                                                | Qual. Europeo Under-21 2021                                                    | -                                                                              |                                                                                |
| Totale                                                                         |                                                                                | Presenze                                                                       | 2                                                                              |                                                                                | Reti                                                                           | 0                                                                              |                                                                                |